# Albert Salomon von Rothschild
Albert Salomon von Rothschild (Viena, 29 de outubro de 1844 – Viena, 11 de fevereiro de 1911) foi um banqueiro no Império Austro-Húngaro e um membro da família de banqueiros Rothschild da Áustria. As empresas que possuía incluíam Creditanstalt e a Ferrovia do Norte Imperador Ferdinando (em alemão, Kaiser Ferdinands-Nordbahn, KFNB).